# 밀성중학교 축구부
밀성중학교 축구부는 경상남도 밀양시에 위치한 밀성중학교의 축구부이다. 밀성중학교가 운영하는 축구부로 1998년에 창단하였다.

## 같이 보기
- 밀성중학교